# KS Kielce
Maillots
Actualités
Dernière mise à jour : 24 mai 2023.
Le Klub Sportowy Kielce est un club masculin de handball situé à Kielce en Pologne et évoluant en première division du championnat de Pologne. Du fait de partenariat de sponsoring, le club est également connu sous le nom de Łomża Vive Kielce. Le club est présidé par le Néerlandais Bertus Servaas depuis 2002 et est entraîné par l'Espagnol Talant Dujshebaev depuis février 2014.
Avec 20 victoires en Championnat et 17 en Coupe de Pologne, il est le club le plus titré du handball polonais. En 2016, il est le premier club polonais à remporter la Ligue des champions.

## Historique

### Les débuts avec Iskra
La section handball du club omnisports d'Iskra Kielce (Iskra étant une usine d'armement situé à Kielce) est fondée en décembre 1965. Lors des premières années, les ouvriers de l'usine étaient les principaux sportifs de ce club omnisports.
Et après cinq ans de compétition, la section handball est promue en III Liga et la section ne passe qu'une saison dans cette division puisqu'elle parvient à se hisser en II Liga.
Arrivée dans l'ombre de l'élite du handball polonais, la section termine à une très belle troisième place puis une cinquième place lors de la saison 1972/1973.

### Avec le Korona
Au printemps 1973, les deux principaux clubs omnisports de Kielce, le "SHL" et l'"Iskra" décident de fusionner pour former un important club : le 10 juillet 1973 est créé le Korona Kielce. Les principales sections de ce club étaient le football, le handball, le cyclisme ainsi que la moto.
Lors de la saison 1974/1975, la section handball du MKS Korona réussit à intégrer pour la première fois l'Ekstraklasa. Malheureusement, leur première saison parmi l'élite du handball polonais n'est pas couronnée de succès puisque le club est tout de suite relégué en II Liga. Mais le club retrouve l'Ekstraklasa lors de la saison 1977/1978 et est donc une nouvelle fois promu dans l'élite, une saison 1977/1978 qui se finit par une huitième place. Ensuite, la très belle troisième place lors de la saison 1978/1979 n'est pas confirmée les saisons suivantes et le club est relégué à nouveau en II Liga en 1983.
Mais cette relégation ne dure que le temps d'une saison puisque le Korona remporte la II Liga et retrouve donc l'Ekstraklasa. De plus, il parvient à remporter son premier sacre, la Coupe de Pologne, dont la finale s'est disputée devant son public.
Depuis 1985, le club intègre sa propre salle de sport ayant une capacité de 1600 spectateurs et situé dans la rue Krakowska. Mais par la suite, le club omnisports du Korona Kielce eût d'importants problèmes financiers et c'est ainsi qu'en 1991, la direction de la section handball préférera prendre son autonomie.

### Retrouvailles avec Iskra et début de l'âge d'or
Le 18 avril 1991, le club revient alors sur ses origines et se renomme Iskra Kielce, retrouvant ainsi son appellation d'origine.
Malgré des difficultés vers le début des années 1990, le club connait ensuite son apogée puisqu'il s'adjuge le titre de Champion de Pologne en 1993 et parvient ainsi à freiner la domination du Wybrzeże Gdańsk. Ce titre permet également au club de se qualifier pour la première Coupe d'Europe du club.
Un premier parcours européen dans la plus prestigieuse des compétitions, la Ligue des champions, où Kielce a réussi à éliminer les grecs du Ionikós de Néa Filadélfia sur un total de 62 à 42 (32-20;30-22) puis est éliminé en huitièmes de finale par les Allemands du SG Wallau-Massenheim sur un total de 48 à 66 (23-34;25-32). Malgré tout, lors de cette même saison 1993/1994, le club parvient à conserver son titre de Champion de Pologne.
Ce nouveau titre est synonyme d'un nouveau parcours en Ligue des champions où Kielce s'impose face au club roumain du Steaua Bucarest puis est de nouveau éliminé de la compétition en huitièmes de finale par les espagnols du Bidasoa Irún sur le total 42 à 56 (23-26;19-30). Mais, le club est devancé en Championnat par le Petrochemia Płock et se rattrape en remportant sa deuxième Coupe de Pologne.
La campagne européenne qui a suivi a donc été la Coupe des coupes où il fut éliminé en quart de finale par le club macédonien du RK Pelister Bitola. Cette saison 1995/1996 voit le club reconquérir le titre de Champion de Pologne et donc Kielce entreprend la saison suivante sa quatrième campagne européenne en Ligue des champions, une piètre campagne puisque le club est éliminé en seizièmes de finale de la compétition par les outsiders italiens du Principe Trieste 38 à 40 (22-21;16-19). Le bilan sur la scène nationale est également un échec puisque le club ne remporte rien, ni le titre de champion ni la Coupe de Pologne où il est battu en finale pour la troisième fois d'affilée, cette fois-ci par le Petrochemia Płock.
Sa troisième place en championnat lui vaut tout de même d'aller en Coupe de l'EHF lors de la saison 1997/1998, une campagne où Kielce parvient à se hisser en quarts de finale de la compétition, éliminé par le club allemand du THW Kiel, 54 à 58 (28-27;26-31). Lors de cette même saison, le club décroche son quatrième sacre de Championnat et se qualifie ainsi pour la Ligue des champions 1998-1999.
Si cette nouvelle campagne européenne se termine en seizièmes de finale, éliminé par les suisses du Pfadi Winterthur sur un total de 62 à 66 (35-24;27-32), le club parvient à conserver son titre de Champion de Pologne.
Le club démarre les années 2000 par élimination du tour principal en Ligue des champions et une nouvelle Coupe de Pologne, mais par la suite, le club termine troisième lors de la saison 2000/2001 puis dégringole à la cinquième place la saison suivante.

### 2002-2013: le rachat

Ancien logo

En 2002, le club est racheté par l'homme d'affaires néerlandais Bertus Servaas et le Iskra Kielce change de nom pour devenir Vive Kielce.
C'est ainsi qu'en 2003, le KS Kielce remporte sa troisième coupe ainsi que son sixième championnat au détriment de son grand rival, le Wisła Płock, du fait que ce sont, avec le Wybrzeże Gdańsk, les deux clubs qui dominent le handball polonais depuis les années 1990.
Mais les saisons suivantes, c'est le Wisła Płock qui aura le dernier mot en remportant trois éditions de suite, suivi du Zagłębie Lubin qui réussit en 2007 à s'interposer dans cette domination Płock-Kielce. Pendant ce temps, Kielce remporte malgré tout deux nouvelles coupes de Pologne en 2004 et en 2006.
L'année 2009 est marquée par l’arrivée d’une second sponsor, Targi, et marque le début de la domination du Vive Targi Kielce qui remporte par la suite chaque saison le doublé championnat-coupe. Dès lors régulièrement qualifié en Ligue des champions, le KS Vive Targi Kielce devient le second club dans l'histoire à gagner tous ses matchs (dix) de poule lors de la saison 2012-2013, après Ciudad Real lors de la saison 2009-2010. Par la suite, profitant de son statut de tête de série, le club évite les grosses pointures du handball européen et se qualifie pour son premier Final Four, une première pour un club polonais. Opposés le 1er juin 2013 au FC Barcelone, huit fois vainqueur de la compétition (un record), en demi-finale à la Lanxess Arena de Cologne, les handballeurs de Kielce butent sur la grosse défense espagnole, et même s'ils reviennent à égalité à vingt minutes du terme du match, ne peuvent rivaliser et s'inclinent (23–28). Lors de la petite finale, disputée le lendemain contre le tenant du titre et initialement favori pour remporter l'épreuve, le THW Kiel, les Polonais créent la surprise en sur-dominant leur adversaire en première période, comptant jusqu'à neuf buts d'avance. Malgré le réveil des joueurs allemands, Kielce remporte le match (31–30),, et se classe donc à la troisième place derrière FC Barcelone (2e) et le HSV Hambourg (1er).

### Depuis 2014: Dujshebaev aux commandes
En 2014, Talant Dujshebaev, sans club depuis la faillite du BM Atlético de Madrid, est nommé entraîneur à compter du mois de février, Bogdan Wenta devenant manager général. Le club continue à dominer sur la scène nationale en réalisant trois nouveaux doublés en 2014, 2015 et 2016.
Et, lors de la Ligue des champions 2014-2015, réalise une performance analogue à sa campagne 2012-2013 puisque le club remporte ses dix matchs de poules, puis élimine Montpellier et le RK Vardar Skopje pour atteindre les demi-finales où il retrouve comme deux ans plus tôt le FC Barcelone. À nouveau, le club s'incline face au club espagnol (28-33) puis s'impose face au THW Kiel 28 à 26 et termine ainsi à la troisième place.
Lors de la saison 2015-2016, avec un total de 21 points (9V, 3N, 2D), Kielce termine deuxième de son groupe derrière le FC Barcelone. Il affronte alors en huitièmes de finale le club biélorusse du HC Meshkov Brest, issu des poules basses. Vainqueur de quatre buts à l'extérieur (32-28), le club polonais ne se laisse pas surprendre lors du match retour à domicile en s'imposant 33 à 30. En quarts de finale, c'est le club allemand du SG Flensburg-Handewitt qui se dresse face à Kielce. La double confrontation entre les deux clubs s'avère extrêmement serrée puisqu'après un match nul 28-28 en Allemagne, Kielce s'impose d'un seul petit but 29 à 28 lors du match retour, une action litigieuse en faveur de Flensburg n'ayant pas été sifflée à la dernière seconde du match. Qualifié pour son troisième Final Four en quatre ans, Kielce crée la surprise en battant successivement les deux favoris, le Paris Saint-Germain en demi-finale (28-26) puis le MVM Veszprém KC en finale (35-35 après prolongation, 4-3 aux jets de 7 mètres), malgré un retard de neuf buts à la 45e minute.
En 2023, le club est en difficultés financières après avoir vu son principal sponsor le quitter. Il est ainsi contraint de vendre Nedim Remili à Veszprém KSE en février pour pouvoir assurer le versement des salaires des joueurs de son effectif. En avril, le club annonce avoir trouvé un nouveau sponsor pour la fin de saison avec des perspectives de prolongation dans le temps.

### Historiques de noms
Au gré des changements de son sponsor principal, le club a utilisé différents noms au cours de son histoire :
| Période     | Période     | Nom                           |
| ----------- | ----------- | ----------------------------- |
| 1965        | 1973        | Iskra Kielce                  |
| 1973        | 1991        | MKS Korona Kielce             |
| 1991        | 1994        | Iskra Kielce                  |
| 1994        | 1996        | Iskra/Ceresit Kielce          |
| 1996        | 1998        | Iskra Kielce                  |
| 1998        | 1999        | Iskra/Lider Market Kielce     |
| 2000        | 2000        | Strzelec/Lider Market Kielce  |
| 2001        | 2002        | Kolporter/Lider Market Kielce |
| 2002        | 2002        | Kolporter Kielce              |
| 2002        | 2009        | Vive Kielce                   |
| 2009        | 2014        | Vive Targi Kielce             |
| 2014        | 2017        | Vive Tauron Kielce            |
| 2017        | 2020        | PGE Vive Kielce               |
| 2020        | 2022        | Łomża Vive Kielce             |
| 2022        | 2022        | Łomża Industria Kielce        |
| depuis 2023 | depuis 2023 | Industria Kielce              |

## Palmarès
Le palmarès du KS Kielce est :
| Compétitions nationales | Compétitions internationales |
| - Championnat de Pologne : - Champion (21) : 1993, 1994, 1996, 1998, 1999, 2003, 2009, 2010, 2012, 2013, 2014, 2015, 2016, 2017, 2018, 2019, 2020, 2021, 2022, 2023 - Vice-champion (4) : 1995, 2004, 2011, 2024 (en) - Troisième (6) : 1980, 1997, 2001, 2005, 2007 et 2008 - Coupe de Pologne : - Vainqueur (17) : 1985, 2000, 2003, 2004, 2006, 2009, 2011, 2012, 2013, 2014, 2015, 2016, 2017, 2018, 2019, 2021 - Finaliste (10) : 1995, 1996, 1997, 2001, 2002, 2007, 2008, 2022, 2023, 2024 | - Ligue des champions : - Vainqueur (1) : 2016 - Finaliste (2) : 2022 et 2023 - Troisième (2) : 2013 et 2015 - Coupe de l'EHF - Quart de finale (2) : 1998, 2006 - Coupe des coupes - Quart de finale (1) : 1996 |

### Parcours détaillé
| Saison    | Championnat | Championnat   | Coupe de Pologne | Coupe d'Europe* | Coupe d'Europe* |
| Saison    | Niveau      | Rang          | Coupe de Pologne | Coupe d'Europe* | Coupe d'Europe* |
| --------- | ----------- | ------------- | ---------------- | --------------- | --------------- |
| 1965-1966 | IV liga     | inconnu       | inconnu          | Non qualifié    | Non qualifié    |
| 1966-1967 | IV liga     | inconnu       | inconnu          | Non qualifié    | Non qualifié    |
| 1967-1968 | IV liga     | inconnu       | inconnu          | Non qualifié    | Non qualifié    |
| 1968-1969 | IV liga     | inconnu       | inconnu          | Non qualifié    | Non qualifié    |
| 1969-1970 | IV liga     | inconnu       | inconnu          | Non qualifié    | Non qualifié    |
| 1970-1971 | III liga    | 1er           | inconnu          | Non qualifié    | Non qualifié    |
| 1971-1972 | II liga     | 3e            | inconnu          | Non qualifié    | Non qualifié    |
| 1972-1973 | II liga     | 5e            | inconnu          | Non qualifié    | Non qualifié    |
| 1973-1974 | II liga     | 2e            | inconnu          | Non qualifié    | Non qualifié    |
| 1974-1975 | II liga     | 1er           | inconnu          | Non qualifié    | Non qualifié    |
| 1975-1976 | I Liga      | 10e           | inconnu          | Non qualifié    | Non qualifié    |
| 1976-1977 | II liga     | 2e            | inconnu          | Non qualifié    | Non qualifié    |
| 1977-1978 | II liga     | 1er           | inconnu          | Non qualifié    | Non qualifié    |
| 1978-1979 | I Liga      | 8e            | inconnu          | Non qualifié    | Non qualifié    |
| 1979-1980 | I Liga      | 3e            | inconnu          | Non qualifié    | Non qualifié    |
| 1980-1981 | I Liga      | 7e            | inconnu          | Non qualifié    | Non qualifié    |
| 1981-1982 | I Liga      | 8e            | inconnu          | Non qualifié    | Non qualifié    |
| 1982-1983 | I Liga      | 9e            | inconnu          | Non qualifié    | Non qualifié    |
| 1983-1984 | II liga     | 1er           | inconnu          | Non qualifié    | Non qualifié    |
| 1984-1985 | I Liga      | 4e            | Vainqueur        | Non qualifié    | Non qualifié    |
| 1985-1986 | I Liga      | 5e            | inconnu          | Non qualifié    | Non qualifié    |
| 1986-1987 | I Liga      | 9e            | inconnu          | Non qualifié    | Non qualifié    |
| 1987-1988 | I Liga      | 7e            | inconnu          | Non qualifié    | Non qualifié    |
| 1988-1989 | I Liga      | 8e            | inconnu          | Non qualifié    | Non qualifié    |
| 1989-1990 | I Liga      | 4e            | inconnu          | Non qualifié    | Non qualifié    |
| 1990-1991 | I Liga      | 4e            | inconnu          | C2              | 1er tour        |
| 1991-1992 | I Liga      | 12e           | inconnu          | Non qualifié    | Non qualifié    |
| 1992-1993 | I Liga      | Champion      | inconnu          | Non qualifié    | Non qualifié    |
| 1993-1994 | I Liga      | Champion      | inconnu          | C1              | 2e tour         |
| 1994-1995 | I Liga      | Vice-champion | Finaliste        | C1              | 2e tour         |
| 1995-1996 | I Liga      | Champion      | Finaliste        | C2              | 1/4 de finale   |

| Saison    | Championnat | Championnat    | Coupe de Pologne | Coupe d'Europe* | Coupe d'Europe*         |
| Saison    | Niveau      | Rang           | Coupe de Pologne | Coupe d'Europe* | Coupe d'Europe*         |
| --------- | ----------- | -------------- | ---------------- | --------------- | ----------------------- |
| 1996-1997 | I Liga      | 3e             | Finaliste        | C1              | 1er tour                |
| 1997-1998 | I Liga      | Champion       | inconnu          | C3              | 1/4 de finale           |
| 1998-1999 | I Liga      | Champion       | inconnu          | C1              | 2e tour préliminaire    |
| 1999-2000 | I Liga      | 4e             | Vainqueur        | C1              | Phase de groupes        |
| 2000-2001 | I Liga      | 3e             | Finaliste        | C2              | 2e tour                 |
| 2001-2002 | I Liga      | 5e             | Finaliste        | C2              | 2e tour                 |
| 2002-2003 | I Liga      | Champion       | Vainqueur        | C4              | 2e tour                 |
| 2003-2004 | I Liga      | Vice-champion  | Vainqueur        | C1              | Phase de groupes        |
| 2003-2004 | I Liga      | Vice-champion  | Vainqueur        | C2              | 1/8 de finale           |
| 2004-2005 | I Liga      | 3e             | inconnu          | C3              | 1er tour                |
| 2005-2006 | I Liga      | 4e             | Vainqueur        | C3              | 1/4 de finale           |
| 2006-2007 | I Liga      | 3e             | Finaliste        | C2              | 1er tour                |
| 2007-2008 | I Liga      | 3e             | Finaliste        | C2              | 1/8 de finale           |
| 2008-2009 | I Liga      | Champion       | Vainqueur        | C2              | 2e tour                 |
| 2009-2010 | I Liga      | Champion       | Vainqueur        | C1              | 1/8 de finale           |
| 2010-2011 | I Liga      | Vice-champion  | Vainqueur        | C1              | Phase de groupes        |
| 2011-2012 | I Liga      | Champion       | Vainqueur        | C1              | 1/8 de finale           |
| 2012-2013 | I Liga      | Champion       | Vainqueur        | C1              | 3e                      |
| 2013-2014 | I Liga      | Champion       | Vainqueur        | C1              | 1/8 de finale           |
| 2014-2015 | I Liga      | Champion       | Vainqueur        | C1              | 3e                      |
| 2015-2016 | I Liga      | Champion       | Vainqueur        | C1              | Vainqueur               |
| 2016-2017 | I Liga      | Champion       | Vainqueur        | C1              | 1/8 de finale           |
| 2017-2018 | I Liga      | Champion       | Vainqueur        | C1              | 1/4 de finale           |
| 2018-2019 | I Liga      | Champion       | Vainqueur        | C1              | 4e place                |
| 2019-2020 | I Liga      | Champion       | arrêtée          | C1              | 1/8 de finale (annulés) |
| 2020-2021 | I Liga      | Champion       | Vainqueur        | C1              | 1/8 de finale           |
| 2021-2022 | I Liga      | Vainqueur      | Finaliste        | C1              | Finaliste               |
| 2022-2023 | I Liga      | Vainqueur      | Finaliste        | C1              | Finaliste               |
| 2023-2024 | I Liga      | Finaliste (en) | Finaliste        | C1              | 1/4 de finaliste        |
| 2024-2025 | I Liga      | à venir        | à venir          | C1              | à venir                 |

 * C1 = Ligue des champions ; C2 = Coupe des vainqueurs de coupe ;
0C3 = Coupe de l'EHF ; C4 = Coupe Challenge.

## Effectifs

### Transferts
| Année    | Joueur | Joueur                  | Poste          | Provenance/Destination                  | Provenance/Destination                   |
| -------- | ------ | ----------------------- | -------------- | --------------------------------------- | ---------------------------------------- |
| Arrivées |        |                         |                |                                         |                                          |
| 2025     |        | Piotr Jarosiewicz       | Ailier gauche  |                                         | KS Azoty-Puławy                          |
| 2025     |        | Piotr Jędraszczyk       | Demi-centre    |                                         | Gwardia Opole (retour de prêt)           |
| 2025     |        | Adam Morawski (en)      | Demi-centre    |                                         | MT Melsungen                             |
| 2025     |        | Aleks Vlah (en)         | Demi-centre    |                                         | Aalborg Håndbold                         |
| 2026     |        | Julien Bos              | Arrière droit  |                                         | HBC Nantes                               |
| 2026     |        | Luka Lovre Klarica (de) | Arrière droit  |                                         | RK Zagreb                                |
| 2026     |        | Faruk Yusuf             | Arrière droit  |                                         | Limoges Handball (retour de prêt)        |
| Départs  |        |                         |                |                                         |                                          |
| 2025     |        | Tomasz Gębala           | Arrière gauche | destination inconnue                    | destination inconnue                     |
| 2025     |        | Halil Jaganjac (en)     | Arrière gauche |                                         | Rhein-Neckar Löwen (transfert définitif) |
| 2025     |        | Igor Karačić            | Demi-centre    | destination inconnue                    | destination inconnue                     |
| 2025     |        | Miłosz Wałach           | Gardien de but |                                         | RK Vardar Skopje                         |
| 2025     |        | Faruk Yusuf             | Arrière droit  |                                         | Limoges Handball (prêt prolongé)         |
| 2026     |        | Alex Dujshebaev         | Arrière gauche | destination inconnue                    | destination inconnue                     |
| 2026     |        | Daniel Dujshebaev       | Arrière droit  | destination inconnue                    | destination inconnue                     |
| 2026     |        | Jorge Maqueda           | Arrière droit  | fin de carrière ou destination inconnue | fin de carrière ou destination inconnue  |
| 2026     |        | Klemen Ferlin           | Gardien de but | départ à confirmer                      | départ à confirmer                       |

## Personnalités liées au club

### Entraineurs
Au cours de son histoire, le club a eu 25 entraîneurs :
- Ryszard Marcickiewicz : de 1966 à 1966
- Stefan Czekała : de 1966 à 1971
- Edward Strząbała : de 1971 à 1981
- Roman Trzmiel : de 1981 à 1982
- Marek Smolarczyk : de 1982 à 1983
- Edward Strząbała : de 1983 à 1985
- Roman Trzmiel : de 1985 à 1987
- Zdzisław Wieczorek : de 1987 à 1987
- Wojciech Dębski : de 1987 à 1988
- Zygmunt Dobrzyński : de 1988 à 1989
- Wojciech Dębski : de 1989 à 1989
- Edward Strząbała : de 1989 à 1995
- Giennadiy Kamelin : de 1995 à 1998
- Włodzimierz Harbuz : de 1999 à 1999
- Giennadiy Kamelin : de 1999 à 2001
- Marek Smolarczyk : de 2001 à 2002
- Aleksander Malinowski : de 2002 à 2003
- Daniel Waszkiewicz : de 2003 à 2004
- Aleksander Malinowski : de 2004 à 2005
- Edward Strząbała : de 2005 à 2005
- Aleksander Litowski : de 2005 à 2007
- Zbigniew Tłuczyński : de 2007 à 2007
- Aleksander Litowski : de 2007 à 2008
- Bogdan Wenta : de 2008 à 2014
- Talant Dujshebaev : depuis 2014

### Joueurs

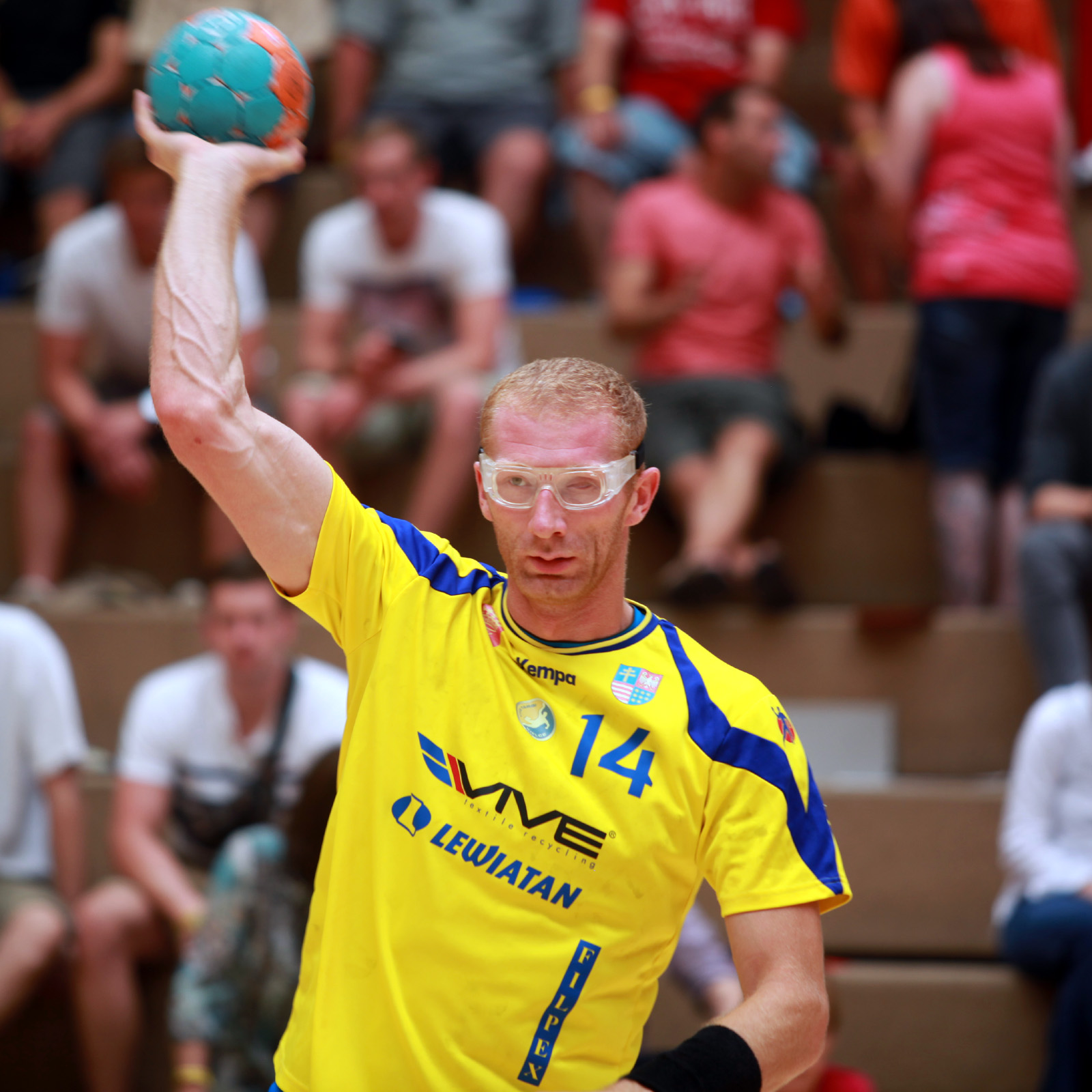
Karol Bielecki avec le maillot de Kielce en 2013

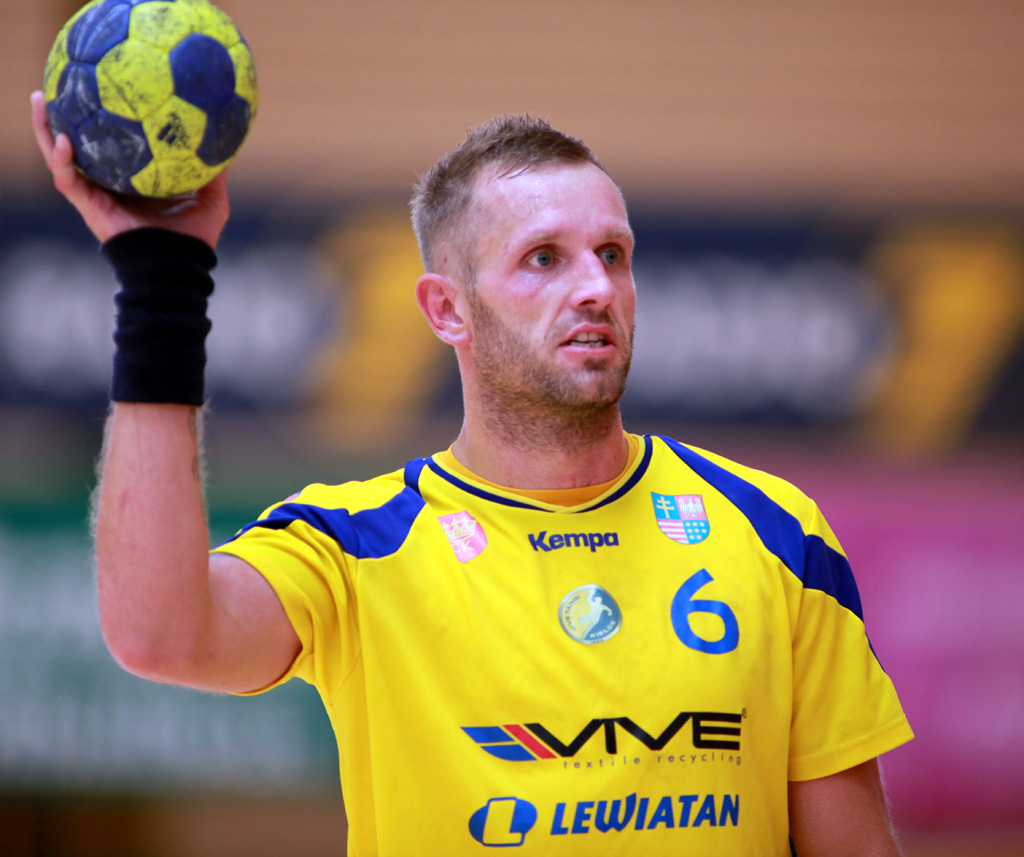
Grzegorz Tkaczyk avec le maillot de Kielce en 2013

Parmi les joueurs évoluant ou ayant évolué au club, on trouve :
- Julen Aguinagalde : de 2013 à 2020
- Karol Bielecki : de 1999 à 2004, 2012 à 2018
- Dean Bombač : de 2016 à 2018
- Denis Buntić : de 2011 à 2016
- Piotr Chrapkowski : de 2013 à 2017
- Ivan Čupić : de 2012 à 2016
- Alex Dujshebaev : depuis 2017
- Daniel Dujshebaev : depuis 2018
- Ángel Fernández Pérez : de 2018 à 2021
- Piotr Grabarczyk : de 2001 à 2015
- Mateusz Jachlewski : de 2006 à 2020
- Blaž Janc : de 2017 à 2020
- Mariusz Jurasik : de 1996 à 2001, 2009 à 2012
- Michał Jurecki : de 2006 à 2007, 2010 à 2019
- Mariusz Jurkiewicz : de 2015 à 2019
- Igor Karačić : depuis 2019
- Artsem Karalek : depuis 2018
- Uladzislau Kulesh : de 2018 à 2022
- Krzysztof Lijewski : de 2012 à 2021
- Željko Musa : de 2012 à 2015
- Dylan Nahi : depuis 2021
- Piotr Grabarczyk : de 2001 à 2015
- Tobias Reichmann : de 2014 à 2017
- Tomasz Rosiński : de 2005 à 2015
- Marin Šego : de 2014 à 2016
- Rastko Stojković : de 2009 à 2013
- Manuel Štrlek : de 2012 à 2018
- Sławomir Szmal : de 2011 à 2018
- Grzegorz Tkaczyk : de 2011 à 2016
- Andrzej Tłuczyński (pl) : de 1978 à 1984
- Nicolas Tournat : de 2020 à 2024
- Andreas Wolff : de 2019 à 2024
- Uroš Zorman : de 2011 à 2018

## Infrastructures

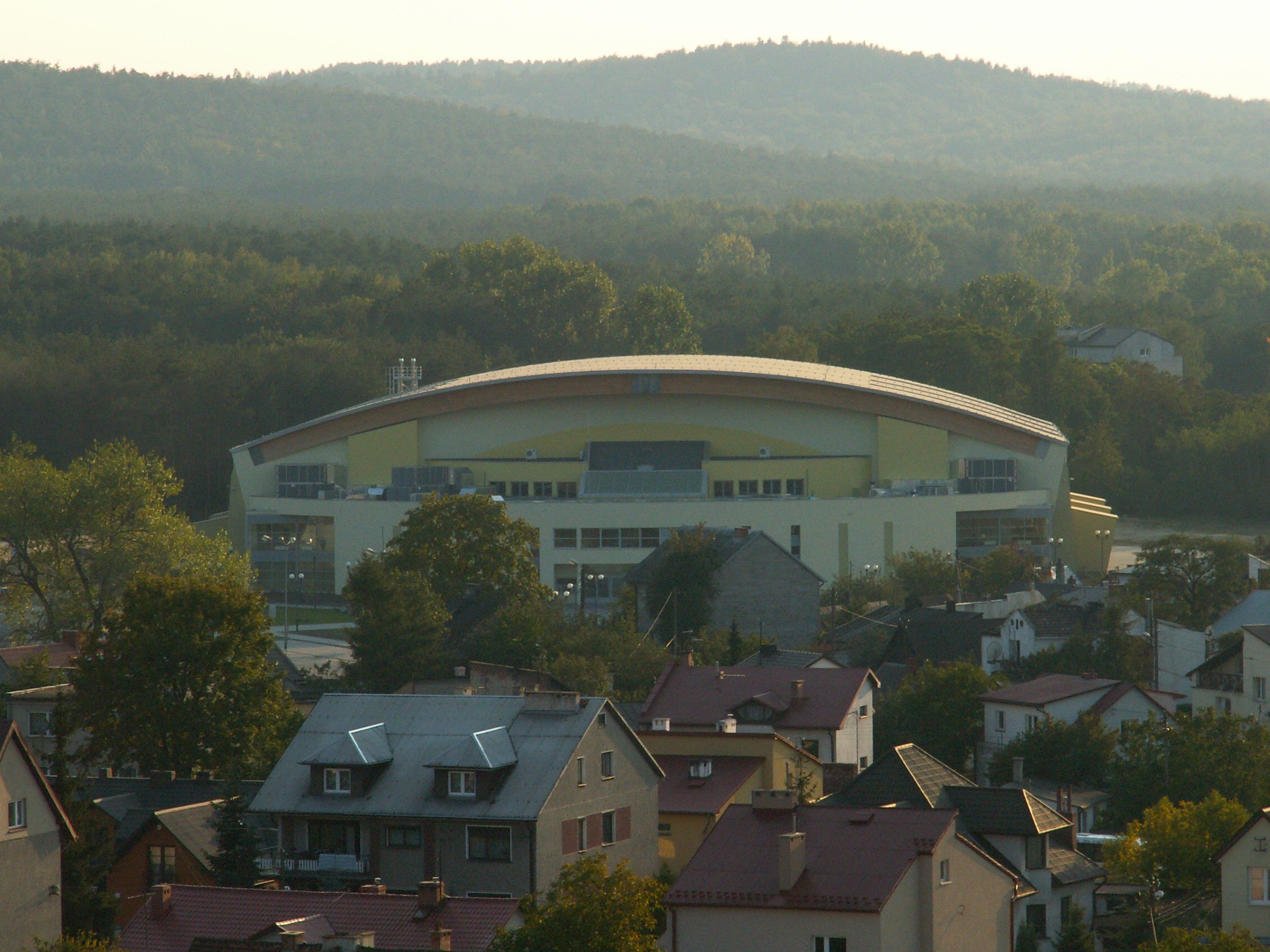
Vue aérienne de la salle.

Le club évolue dans la Hala Legionów, ouverte en 2006. La salle appartient à la ville de Kielce et est principalement utilisée pour le handball et le volley-ball, puisque le Effector Kielce y évolue également. La salle a une capacité de 4 200 places.